# Бокс на летних Олимпийских играх 1952
Соревнования по боксу на летних Олимпийских играх 1952 года прошли с 28 июля по 12 августа в Хельсинки. Были разыграны 10 комплектов наград — 10 весовых категорий. В одной весовой категории от одной страны мог выступать только один спортсмен. В турнире приняли участие 249 бойцов из 43 стран мира. Впервые в соревнованиях участвовали боксёры из Советского Союза, которым не удалось победить ни в одной из весовых категорий.
На предыдущей Олимпиаде между проигравшими в полуфиналах боксёрами устраивались матчи за третье место, но на этот раз из соображений безопасности на собрании Международной ассоциации любительского бокса было решено не проводить такие матчи и не награждать никого бронзовыми медалями. На церемониях награждения полуфиналисты присутствовали, но вместо медалей им вручили грамоты. Эта практика была воспринята общественностью с резкой критикой, поэтому на будущих Олимпийских играх бронза вручалась обоим проигравшим спортсменам. В начале 1970-х годов по инициативе Финской боксёрской ассоциации полуфиналисты Олимпиады 1952 года всё-таки получили бронзовые медали.
В финальном матче тяжёлой весовой категории швед Ингемар Юханссон был дисквалифицирован за пассивное ведение боя и не получил серебряную медаль, полагающуюся финалисту. Тем не менее, спустя 30 лет Международный олимпийский комитет всё-таки наградил его медалью.

## Результаты

### Медалисты
| Категория   | Золото                      | Серебро                   | Бронза                       |
| До 51 кг    | Натан Брукс США             | Эдгар Базель Германия     | Анатолий Булаков СССР        |
| До 51 кг    | Натан Брукс США             | Эдгар Базель Германия     | Вилли Тоуил ЮАС              |
| До 54 кг    | Пентти Хямяляйнен Финляндия | Джон Макнелли Ирландия    | Кан Джун Хо Республика Корея |
| До 54 кг    | Пентти Хямяляйнен Финляндия | Джон Макнелли Ирландия    | Геннадий Гарбузов СССР       |
| До 57 кг    | Ян Захара Чехословакия      | Серджо Капрари Италия     | Жозеф Вентажа Франция        |
| До 57 кг    | Ян Захара Чехословакия      | Серджо Капрари Италия     | Леонард Лейшинг ЮАС          |
| До 60 кг    | Аурельяно Болоньези Италия  | Алексий Анткевич Польша   | Георге Фьят Румыния          |
| До 60 кг    | Аурельяно Болоньези Италия  | Алексий Анткевич Польша   | Эркки Пакканен Финляндия     |
| До 63,5 кг  | Чарльз Эдкинс США           | Виктор Меднов СССР        | Бруно Визинтин Италия        |
| До 63,5 кг  | Чарльз Эдкинс США           | Виктор Меднов СССР        | Эркки Маллениус Финляндия    |
| До 67 кг    | Зыгмунт Хыхла Польша        | Сергей Щербаков СССР      | Гюнтер Хайдеман Германия     |
| До 67 кг    | Зыгмунт Хыхла Польша        | Сергей Щербаков СССР      | Виктор Йоргенсен Дания       |
| До 71 кг    | Ласло Папп Венгрия          | Теунис ван Шалквик ЮАС    | Борис Тишин СССР             |
| До 71 кг    | Ласло Папп Венгрия          | Теунис ван Шалквик ЮАС    | Эладио Эррера Аргентина      |
| До 75 кг    | Флойд Паттерсон США         | Василе Тицэ Румыния       | Борис Николов Болгария       |
| До 75 кг    | Флойд Паттерсон США         | Василе Тицэ Румыния       | Стиг Шёлин Швеция            |
| До 81 кг    | Норвел Ли США               | Антонио Паченца Аргентина | Анатолий Перов СССР          |
| До 81 кг    | Норвел Ли США               | Антонио Паченца Аргентина | Харри Сильяндер Финляндия    |
| Свыше 81 кг | Эдвард Сандерс США          | Ингемар Юханссон Швеция   | Илькка Коски Финляндия       |
| Свыше 81 кг | Эдвард Сандерс США          | Ингемар Юханссон Швеция   | Андреас Ниман ЮАС            |